# Planície da Panónia

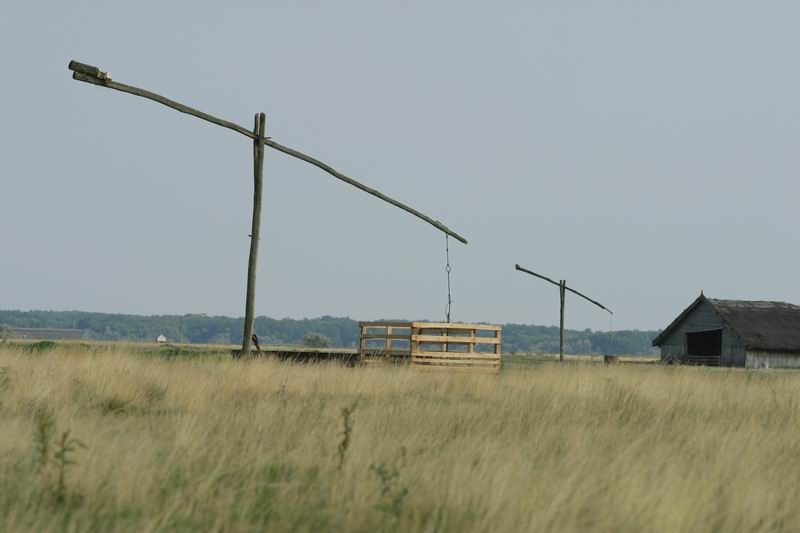
Paisagem da planície panónica - Fazenda/quinta de Hortobágy, Hungria

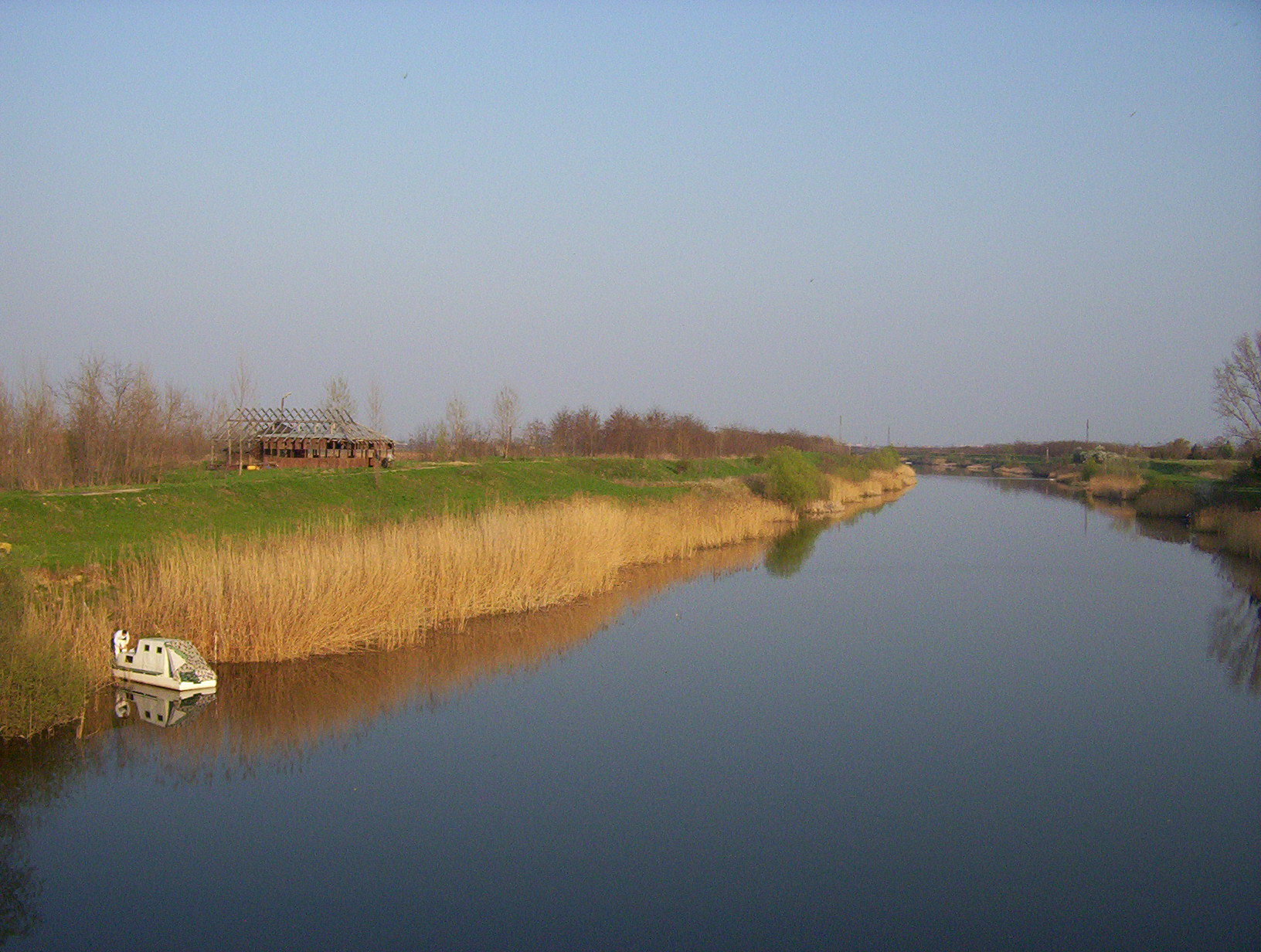
Paisagem da planície panónica - Canal Danúbio-Tisza-Danúbio perto da vila de Rumenka, perto de Novi Sad, Sérvia

A planície da Panónia (português europeu) ou Panônia (português brasileiro), também chamada de Bacia Panónia/Panônia, bacia Panónica/Panônica ou bacia Cárpata, é uma grande planície da Europa Central na antiga região da Panónia resultante da seca do mar da Panónia durante o período geológico do Plioceno.
O rio Danúbio divide a planície aproximadamente ao meio. A planície panónica constitui-se como um subsistema geomorfológico do sistema Alpes-Himalaia.

## Características
A planície está aproximadamente limitada pelos Cárpatos, os Alpes, os Alpes Dináricos e os Balcãs. Pela sua grande área ladeando os Cárpatos, também pode referir-se a ela como a bacia Cárpata (sobretudo em textos húngaros).
A planície é formada principalmente pelo Grande Alföld (no sul e no leste) e pelo Pequeno Alföld (no noroeste).
A bacia forma uma discreta unidade topográfica na paisagem europeia, rodeada por imponentes fronteiras geográficas que ajudaram a criar uma paisagem semelhante ao longo da planície. Estas semelhanças são mais patentes no sueste, sendo menores no sudoeste.
A chuva não é abundante, mas há regularidade na precipitação na planície. Costuma dizer-se que os seus campos de milho poderiam abastecer toda a Europa.